# 塔拉西夫卡 (利維夫州)
49°48′2″N 24°20′29″E / 49.80056°N 24.34139°E
塔拉西夫卡（羅馬化：Tarasivka）是烏克蘭西部的村莊，隸屬利維夫州的利維夫區。該村面積2.06平方公里，海拔高度242米，2001年人口455，人口密度每平方公里221.41人。